# Sempigny
Ne doit pas être confondu avec Sampigny.
Sempigny est une commune française située dans le département de l'Oise en région Hauts-de-France.

## Géographie
Sempigny est un petit village picard membre de la communauté de communes du Pays Noyonnais. Il compte 871 habitants depuis le dernier recensement et s'étend sur 4,4 km².
Située à 3 km au sud-ouest de Noyon, la plus grande ville à proximité, Sempigny est traversée par la rivière Oise, la Verse et le canal latéral à l'Oise.
Ses habitants se nomment les Pinaquins et les Pinaquines et tirent l'origine de leurs noms des “pinaques”, bateaux à fond plat fabriqués à Sempigny et utilisés durant des siècles pour le transport fluvial sur l'Oise.

### Hydrographie

#### Réseau hydrographique
La commune est située dans le bassin Seine-Normandie. Elle est drainée par le canal latéral à l'Oise, l'Oise, la Verse, le cours d'eau 03 de la commune de Sempigny, le fossé 01 de la commune de Sempigny, le fossé du Roi, le ru du Marquais, l'Oise et divers bras du le canal latéral à l'Oise,,.
Le canal latéral à l'Oise est un canal de gabarit Freycinet qui dessert l'Est de la Picardie. D'une longueur de 35 km, il connecte le canal de Saint-Quentin (depuis Chauny) à l'Oise canalisée à hauteur de JanvilleChauny) à l'Oise canalisée à hauteur de Janville, après avoir traversé 22 communes.
L'Oise prend sa source en Belgique, à 309 mètres d'altitude, dans l'ancienne commune de Forges et se jette dans la Seine à 20 mètres d'altitude, au Pointil en rive droite et en aval du centre de Conflans-Sainte-Honorine dans le département des Yvelines. D'une longueur 341 kilomètres, elle est presque entièrement navigable et bordée de canaux sur 104 kilomètres. Les caractéristiques hydrologiques de l'Oise sont données par la station hydrologique située sur la commune. Le débit moyen mensuel est de 33,8 m3/s. Le débit moyen journalier maximum est de 279 m3/s, atteint lors de la crue du 24 décembre 1993. Le débit instantané maximal est quant à lui de 287 m3/s, atteint le même jour.
La Verse, d'une longueur de 23 km, prend sa source dans la commune de Ugny-le-Gay et se jette dans l'Oise (rive gauche) sur la commune, après avoir traversé 15 communes.

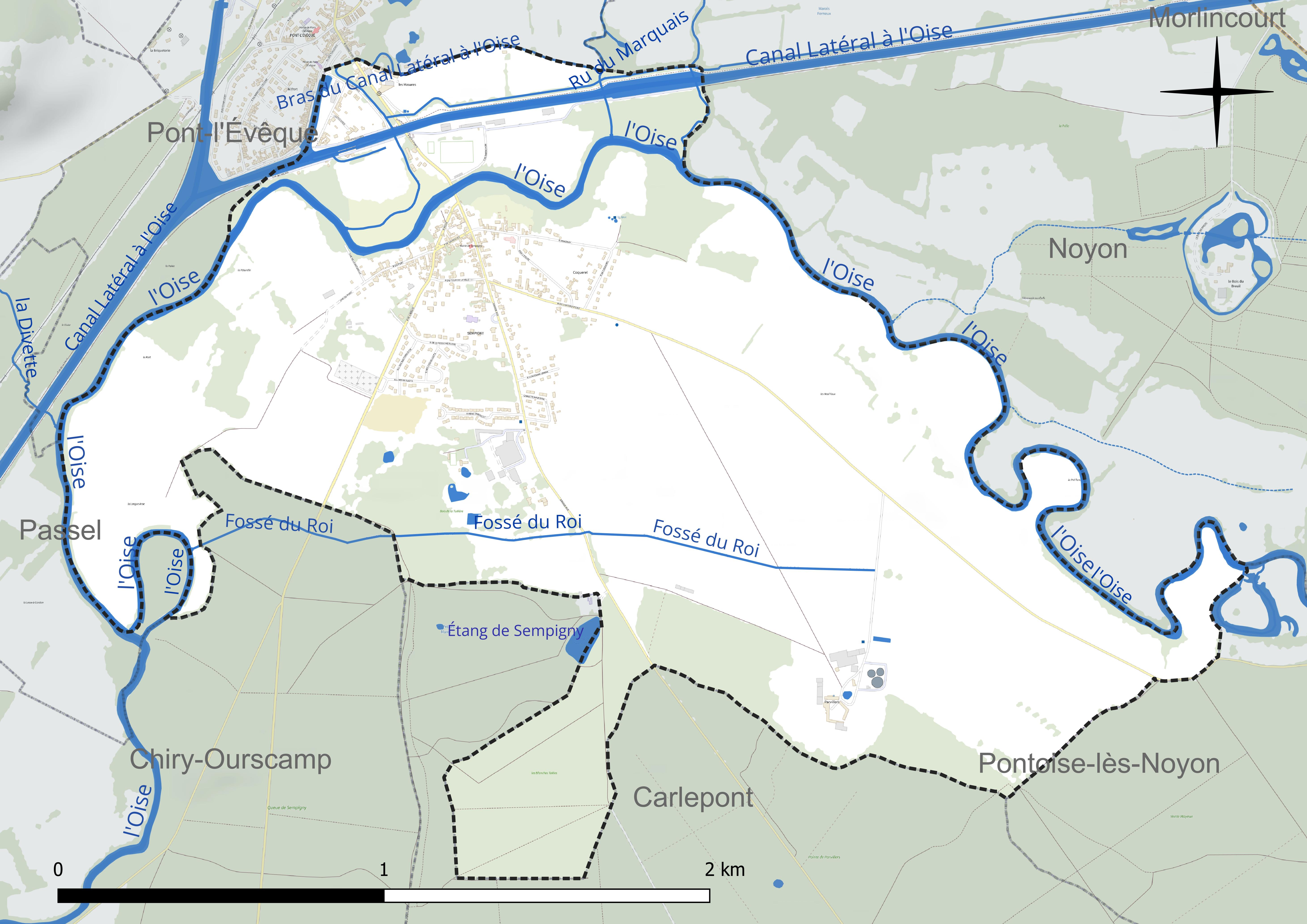
Réseau hydrographique de Sempigny.

Un plan d'eau complète le réseau hydrographique : l'étang de Sempigny, d'une superficie totale de 0,9 ha (0,2 ha sur la commune),.

#### Gestion et qualité des eaux
Le territoire communal est couvert par le schéma d'aménagement et de gestion des eaux (SAGE) « Sensée ». Ce document de planification concerne un territoire de 1 013 km2 de superficie, délimité par le bassin versant de l'Oise moyenne. Le périmètre a été arrêté le 24 avril 2017 et le SAGE est, en 2024, encore en élaboration. La structure porteuse de l'élaboration et de la mise en œuvre est le syndicat mixte du SAGE Oise-Moyenne (SMOM).
La qualité des cours d'eau peut être consultée sur un site dédié géré par les agences de l'eau et l'Agence française pour la biodiversité.

### Climat
Pour des articles plus généraux, voir Climat des Hauts-de-France et Climat de l'Oise.
En 2010, le climat de la commune est de type climat océanique dégradé des plaines du Centre et du Nord, selon une étude du CNRS s'appuyant sur une série de données couvrant la période 1971-2000. En 2020, Météo-France publie une typologie des climats de la France métropolitaine dans laquelle la commune est dans une zone de transition entre le climat océanique et le climat océanique altéré et est dans la région climatique Nord-est du bassin Parisien, caractérisée par un ensoleillement médiocre, une pluviométrie moyenne régulièrement répartie au cours de l'année et un hiver froid (3 °C).
Pour la période 1971-2000, la température annuelle moyenne est de 10,7 °C, avec une amplitude thermique annuelle de 14,8 °C. Le cumul annuel moyen de précipitations est de 671 mm, avec 11,7 jours de précipitations en janvier et 8,4 jours en juillet. Pour la période 1991-2020, la température moyenne annuelle observée sur la station météorologique la plus proche, située sur la commune de Chauny à 18 km à vol d'oiseau, est de 11,1 °C et le cumul annuel moyen de précipitations est de 709,9 mm,. Pour l'avenir, les paramètres climatiques de la commune estimés pour 2050 selon différents scénarios d'émission de gaz à effet de serre sont consultables sur un site dédié publié par Météo-France en novembre 2022.

## Urbanisme

### Typologie
Au 1er janvier 2024, Sempigny est catégorisée ceinture urbaine, selon la nouvelle grille communale de densité à sept niveaux définie par l'Insee en 2022.
Elle appartient à l'unité urbaine de Noyon, une agglomération intra-départementale regroupant quatre communes, dont elle est une commune de la banlieue,,. Par ailleurs la commune fait partie de l'aire d'attraction de Noyon, dont elle est une commune de la couronne,. Cette aire, qui regroupe 38 communes, est catégorisée dans les aires de moins de 50 000 habitants,.

### Occupation des sols
L'occupation des sols de la commune, telle qu'elle ressort de la base de données européenne d'occupation biophysique des sols Corine Land Cover (CLC), est marquée par l'importance des territoires agricoles (69,7 % en 2018), en diminution par rapport à 1990 (75,4 %). La répartition détaillée en 2018 est la suivante :
prairies (51,2 %), terres arables (18,5 %), forêts (16,3 %), zones urbanisées (13,7 %), milieux à végétation arbustive et/ou herbacée (0,3 %). L'évolution de l'occupation des sols de la commune et de ses infrastructures peut être observée sur les différentes représentations cartographiques du territoire : la carte de Cassini (XVIIIe siècle), la carte d'état-major (1820-1866) et les cartes ou photos aériennes de l'IGN pour la période actuelle (1950 à aujourd'hui).

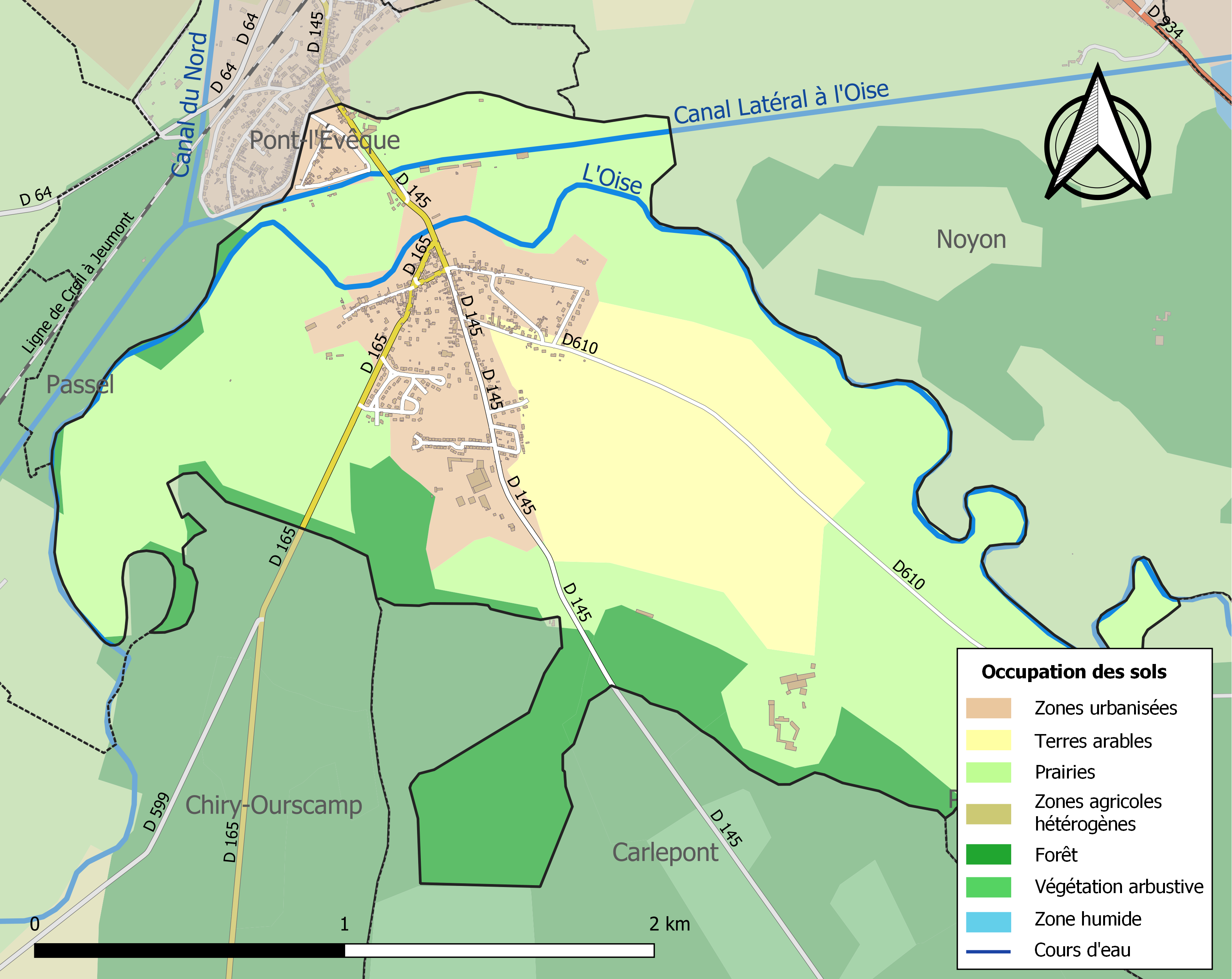
Carte des infrastructures et de l'occupation des sols de la commune en 2018 (CLC).

### Voies de communication et transports
La commune est desservie, en 2023, par les lignes 671 et 6332 du réseau interurbain de l'Oise.

## Toponymie
Le nom de la localité est attesté sous les formes Sempigniacum (1102) ; Sempiniacus (1120) ; in territorio Sempigniaci et Porviler (1130) ; de terris Sempigniaci (1150) ; in territorio Sempigniaci (1157) ; Sempenni (vers 1167) ; Sempeigni (1199) ; de Sempigniaco (1239) ; Campigniacum (1240) ; Sempigni (1251) ; ou terroir de saimpegni (1270) ; Sampaignies (XIIIe) ; Saint Pegni (1308) ; Saint pegny (1308) ; de pasturagio de Sempigni (1309) ; ad villam Sempigniaci (1312) ; Sampegny (1481) ; Sampigny (1540) ; Sempeigny (vers 1560) ; Sempigny (1667).

## Histoire
Simon Godefroy, né à Mons (Belgique) en 1320 a été seigneur de Sapegnies près de Noyon.

## Héraldique
| Blason à dessiner | Blason  | 1) De gueules à un château du lieu d'argent environné d'un arbre du même 2) D'argent à une rivière d'azur coulant en barre sur laquelle vogue un barque d'argent, la voile repliée, la berge plantée d'arbres d'argent. |
| Blason à dessiner | Détails | Le statut officiel du blason reste à déterminer. |

## Politique et administration

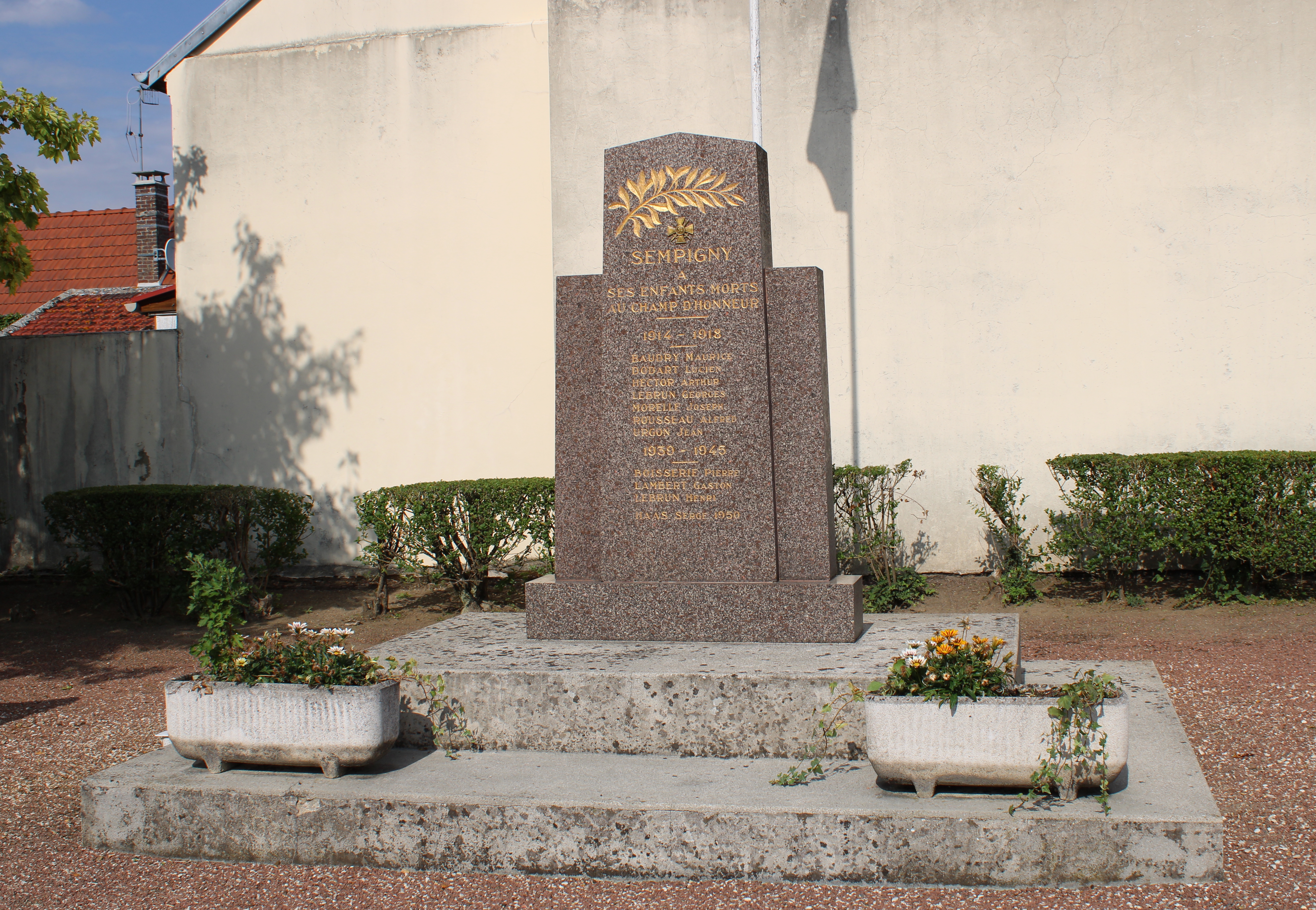
Le monument aux morts.

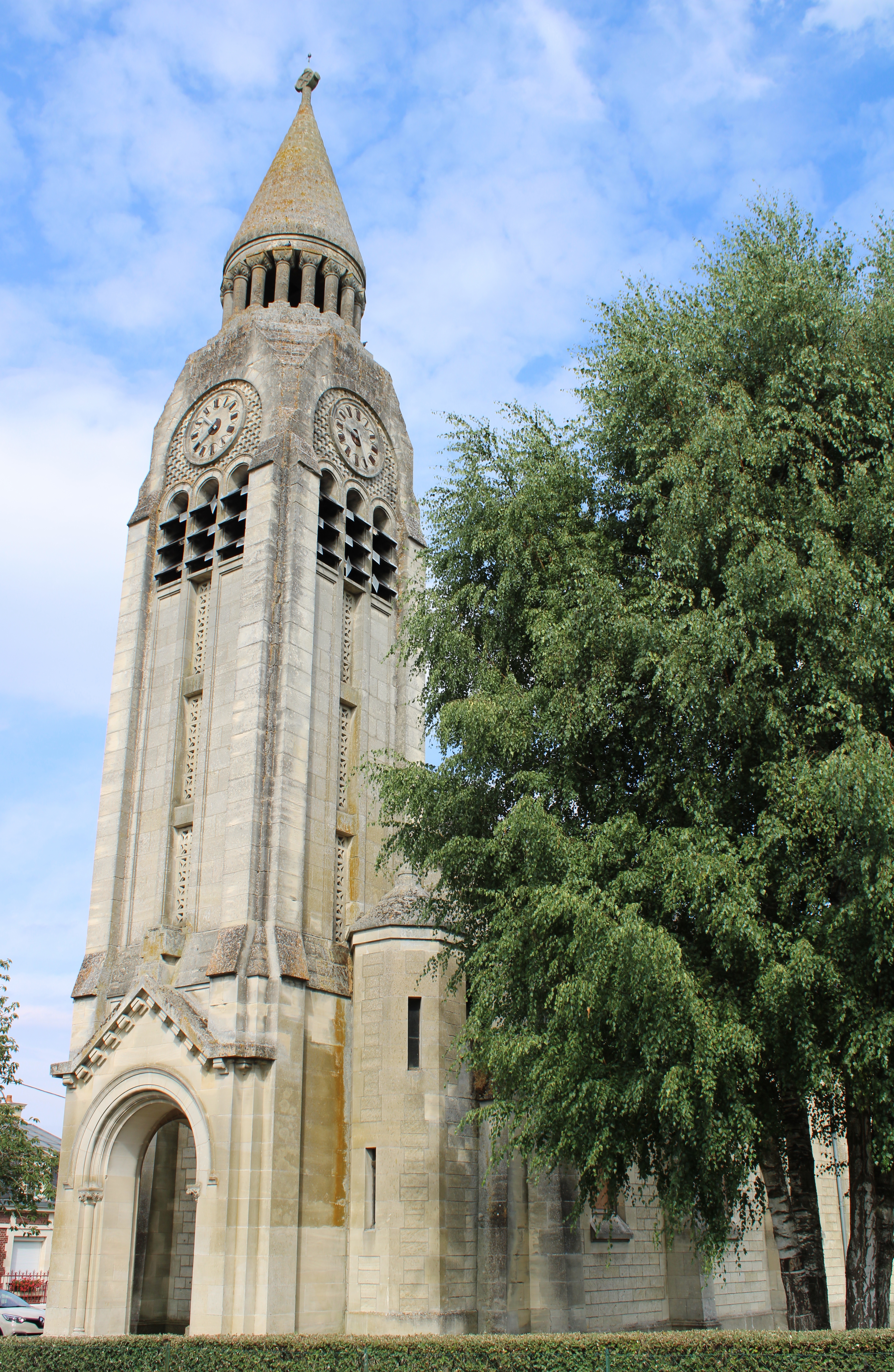
Le clocher de l'église Saint-Éloi.

| Période                                  | Période                      | Identité         | Étiquette | Qualité                                 |
| ---------------------------------------- | ---------------------------- | ---------------- | --------- | --------------------------------------- |
| Les données manquantes sont à compléter. |                              |                  |           |                                         |
| ?                                        | novembre 1941                | Alfred Ognier    | ?         | Révoqué par le Gouvernement de Vichy    |
| mars 2001                                | En cours (au 7 octobre 2014) | Jean-Yves Dejoye | DVD       | Retraité Réélu pour le mandat 2014-2020 |

## Population et société

### Démographie

#### Évolution démographique
L'évolution du nombre d'habitants est connue à travers les recensements de la population effectués dans la commune depuis 1793. Pour les communes de moins de 10 000 habitants, une enquête de recensement portant sur toute la population est réalisée tous les cinq ans, les populations de référence des années intermédiaires étant quant à elles estimées par interpolation ou extrapolation. Pour la commune, le premier recensement exhaustif entrant dans le cadre du nouveau dispositif a été réalisé en 2004.

En 2022, la commune comptait 754 habitants, en évolution de −5,28 % par rapport à 2016 (Oise : +0,87 %, France hors Mayotte : +2,11 %).
| 1793 | 1800 | 1806 | 1821 | 1831 | 1836 | 1841 | 1846 | 1851 |
| ---- | ---- | ---- | ---- | ---- | ---- | ---- | ---- | ---- |
| 391  | 440  | 464  | 459  | 485  | 500  | 529  | 533  | 530  |

| 1856 | 1861 | 1866 | 1872 | 1876 | 1881 | 1886 | 1891 | 1896 |
| ---- | ---- | ---- | ---- | ---- | ---- | ---- | ---- | ---- |
| 542  | 508  | 572  | 663  | 570  | 477  | 478  | 445  | 443  |

| 1901 | 1906 | 1911 | 1921 | 1926 | 1931 | 1936 | 1946 | 1954 |
| ---- | ---- | ---- | ---- | ---- | ---- | ---- | ---- | ---- |
| 485  | 512  | 510  | 369  | 513  | 507  | 451  | 436  | 518  |

| 1962 | 1968 | 1975 | 1982 | 1990 | 1999 | 2004 | 2006 | 2009 |
| ---- | ---- | ---- | ---- | ---- | ---- | ---- | ---- | ---- |
| 551  | 607  | 664  | 667  | 772  | 740  | 761  | 765  | 862  |

| 2014 | 2019 | 2022 | - | - | - | - | - | - |
| ---- | ---- | ---- | - | - | - | - | - | - |
| 806  | 768  | 754  | - | - | - | - | - | - |

#### Pyramide des âges
En 2018, le taux de personnes d'un âge inférieur à 30 ans s'élève à 30,8 %, soit en dessous de la moyenne départementale (37,3 %). À l'inverse, le taux de personnes d'âge supérieur à 60 ans est de 30,5 % la même année, alors qu'il est de 22,8 % au niveau départemental.
En 2018, la commune comptait 385 hommes pour 394 femmes, soit un taux de 50,58 % de femmes, légèrement inférieur au taux départemental (51,11 %).
Les pyramides des âges de la commune et du département s'établissent comme suit.
| Hommes | Classe d’âge | Femmes |
| ------ | ------------ | ------ |
| 0,3    | 90 ou +      | 0,3    |
| 6,8    | 75-89 ans    | 9,5    |
| 23,4   | 60-74 ans    | 20,6   |
| 20,3   | 45-59 ans    | 23,2   |
| 15,8   | 30-44 ans    | 18,0   |
| 13,7   | 15-29 ans    | 10,8   |
| 19,7   | 0-14 ans     | 17,5   |

| Hommes | Classe d’âge | Femmes |
| ------ | ------------ | ------ |
| 0,5    | 90 ou +      | 1,4    |
| 5,5    | 75-89 ans    | 7,6    |
| 15,6   | 60-74 ans    | 16,3   |
| 20,8   | 45-59 ans    | 20     |
| 19,4   | 30-44 ans    | 19,4   |
| 17,6   | 15-29 ans    | 16,2   |
| 20,6   | 0-14 ans     | 19,1   |

## Lieux et monuments
- Église Saint-Éloi[36]
  - Eglise de la Nativité de la Vierge. Reconstruite après la guerre de 1914-1918 par l'architecte Michel Baron (1920-1925), avec un clocher style art déco pastichant le style roman saintongeais[37]